# Henry Fa'arodo
Henry Fa'arodo, né le 5 octobre 1982 à Honiara aux Îles Salomon, est un footballeur international Salomonais évoluant comme d'attaquant.

## Biographie
Henry Samuel Fa'arodo naît à Honiara, capitale des Salomon, le 5 octobre 1982. 
À l'âge de 18 ans, il signe aux Nelson Suburbs, en Nouvelle-Zélande, mais n'y dispute aucun match. Il bourlingue ensuite à travers le Pacifique, notamment en Nouvelle-Zélande et en Australie. Il joue ainsi pour le club d'Auckland ou de Melbourne. 
En 2010, il signe dans un nouveau championnat, la Papouasie Nouvelle-Guinée, aux PRK Hekari United. Là, il remporte la Ligue des Champions de l'OFC. Par la suite, il signe pour la première fois aux Salomon, au Koloale FC Honiara, avant de retourner en Nouvelle-Zélande, au Team Wellington. 
En 2012, il signe au FC Nelson et inscrit un doublé pour son premier match. De 2012 à 2015, il retourne au Team Wellington, puis en 2015 signe au Western United.

## Palmarès
- Vainqueur de la Ligue des champions de l'OFC 2010 avec le Hekari United Port Moresby.